# 샤롯데씨어터
샤롯데씨어터(Charlotte Theater)는 서울특별시 잠실에 있는 대한민국 최초의 뮤지컬 전용극장이다. 2006년 10월 28일 처음 개관하였다. 개장 이후 미국 브로드웨이, 영국 웨스트엔드에서 공연하는 뮤지컬을 주로 상영하고 있다. 대표적인 상영작으로는 《라이온 킹》., 《맘마미아》, 《오페라의 유령》를 들 수 있다.
*샤(서울대) 출신에게는 할인이 제공된다.
주소 : 서울 송파구 올림픽로 240(잠실동) 샤롯데씨어터
좌석수 : 총 1,241석 (1층 725석, 2층 516석)
공식 홈페이지
공식 블로그
공식 인스타그램
공식 트위터

## 지난 공연 목록
1. 라이온킹 (라이선스 / 한국 초연) : 2006. 10. 28 ~ 2007. 10. 28
2. 맘마미아 (라이선스) : 2007. 12. 11 ~ 2008. 5. 14
3. 캣츠 (내한) : 2008. 5. 24 ~ 2008. 8. 31
4. 캣츠 (라이선스 / 한국 초연) : 2008. 9. 16 ~ 2009. 1. 18
5. 드림걸즈 (라이선스 / 월드 초연) : 2009. 2. 20 ~ 2009. 8. 9
6. 오페라의 유령 (라이선스) : 2009. 9. 15 ~ 2010. 9. 11
7. 브로드웨이 42번가 (라이선스) : 2010. 9. 28 ~ 2010. 11 .21
8. 지킬 앤 하이드 (라이선스) : 2010. 11. 30 ~ 2011. 8. 28
9. 캣츠 (라이선스) : 2011. 9. 17 ~ 2011. 12. 31
10. 닥터지바고 (라이선스 / 한국 초연) : 2012. 1. 25 ~ 2012. 6. 3
11. 맨오브라만차 (라이선스) : 2012. 6. 19 ~ 2012. 12. 31
12. 요셉 어메이징 (라이선스 / 한국 초연) : 2013. 2. 12 ~ 2013. 4. 11
13. 지저스 크라이스트 수퍼스타 (라이선스) : 2013. 4. 23 ~ 2013. 6. 9
14. 두 도시 이야기 (라이선스) : 2013. 6. 18 ~ 2013. 8. 11
15. 애비뉴Q (내한 / 한국 초연) : 2013. 8. 22 ~ 2013. 10. 6
16. 위키드 (라이선스) : 2013. 11. 22 ~ 2014. 10. 5
17. 마리 앙투아네트 (라이선스 / 한국 초연) : 2014. 11. 1 ~ 2015. 2. 8
18. 드림걸즈 (라이선스) : 2015. 2. 26 ~ 2015. 5. 25
19. 지저스 크라이스트 수퍼스타 (라이선스) : 2015. 6. 7 ~ 2015. 9. 13
20. 원스 (오리지널 투어 / 내한) : 2015. 9. 22 ~ 2015. 11. 1
21. 바람과 함께 사라지다 (라이선스) : 2015. 11. 17 ~ 2016. 1. 31
22. 맘마미아 (라이선스) : 2016. 2. 20 ~ 2016. 6. 4
23. 스위니토드 (라이선스) : 2016. 6. 21 ~ 2016. 10. 3
24. 아이다 (라이선스) : 2016. 11. 6 ~ 2017. 3. 18
25. 드림걸즈 (오리지널 투어) : 2017. 4. 4 ~ 2017. 6. 25
26. 나폴레옹 (아시아초연) : 2017. 7. 15 ~ 2017. 10. 22
27. 타이타닉 (라이선스 / 한국 초연) : 2017. 11. 10 ~ 2018. 2. 11
28. 닥터지바고 (라이선스) : 2018. 2. 27 ~ 2018. 5. 7
29. 바람과 함께 사라지다 (라이선스) : 2018. 5. 18 ~ 2018. 7. 29
30. 매디슨 카운티의 다리 (라이선스) : 2018. 8. 11 ~ 2018. 10. 28
31. 지킬 앤 하이드 (라이선스) : 2018. 11. 13 ~ 2019. 5. 19
32. 스쿨 오브 락 (오리지널 투어) : 2019. 6. 8 ~ 2019. 8. 25
33. 지킬 앤 하이드 (라이선스) : 2019. 9. 3 ~ 2019. 9. 15
34. 스위니토드 (라이선스) : 2019. 10. 2 ~ 2020. 1. 27
35. 드라큘라 (라이선스) : 2020. 2. 11 ~ 2020. 6. 7
36. 브로드웨이 42번가 (라이선스) : 2020. 6. 20 ~ 2020. 8. 23
37. 캣츠 (오리지널 투어 / 내한) : 2020. 9. 9 ~ 2020. 12. 6
38. 맨오브라만차 (라이선스) : 2021. 2. 2 ~ 2021. 3. 1
39. 팬텀 (라이선스) : 2021. 3. 17 ~ 2021. 6. 27
40. 마리 앙투아네트 (라이선스) : 2021. 7. 13 ~ 2021. 10. 3
41. 지킬 앤 하이드 (라이선스) : 2021. 10. 19 ~ 2022. 5. 8

## 같이 보기
- 롯데그룹
- 롯데컬처웍스